# Heliga Hjärtats katedral, New Delhi
Heliga Hjärtats katedral är en romersk-katolsk katedral som tillhör den latinska riten och en av de äldsta kyrkobyggnaderna i New Delhi. Tillsammans med St. Columba's School, och klostret Jesus och Maria skola, upptar byggnaden en total yta på 14 tunnland nära den södra änden av Bhai Vir Singh Marg Road i Connaught Place. Kristna gudstjänster hålls året runt.

## Historik
Fader Luke, medlem av Franciskus första orden grundad av Franciskus av Assisi, tog initiativet till att bygga kyrkan. Ärkebiskopen av Agra Rev. Dr. E. Vanni lade grundstenen år 1929 och kyrkbygget påbörjades 1930. Sir Anthony de Mello donerade kyrkans huvudaltare, som är tillverkat av ren marmor. Ärkebiskopen av Agra presenterade en klocka, liturgiska kläder och altarmöbler. Projektet finansierades av koloniala officerare i det Brittiska imperiet.

## Kyrkobyggnaden
Kyrkobyggnaden är ritad av den brittiske arkitekten Henry Medd, och grundar sig på italiensk arkitektur. Fasaden har vita pelare som håller upp ett främre tak.
Bakom marmoraltaret i korets absid finns en stor fresk som har motivet Nattvarden. Till vänster, i ett sidokapell, finns ett stort krucifix och bredvid detta en staty föreställande Jungfru Maria.

## Gudstjänster och högtider
I katedralen organiseras aktiviteter under vissa av årets dagar. Böner hålls varje morgon och kväll. Viktigaste högtiderna som firas är påsk och jul. Viktigaste julfirandet är firandet av den heliga familjen i Nasaret samt julvaka en timme före midnatt vid julafton. Olika kulturella och sociala program anordnas också under hela året.

## Omgivning
I katedralens närhet finns den sikhiska helgedomen Gurdwara Bangla Sahib. I en rondell framför katedralen finns huvudkontoret för Indiska posten, som byggdes under det brittiska styret av efter ritningar av Robert Tor Russell.